# Nhược trương
Nhược trương (tiếng Anh: hypotonic) là tính chất của một môi trường mà nồng độ chất tan nhỏ hơn so với môi trường nội bào. Nếu một tế bào sống được đặt trong môi trường nhược trương thì áp suất thẩm thấu sẽ làm các phân tử nước di chuyển vào trong tế bào, có thể làm tế bào sưng lên và vỡ ra. Đối với các tế bào thực vật hoặc các loài có thành tế bào vững chắc khác, các tế bào có thể giữ được hình dạng của nó trong môi trường nhược trương. Một số loài động vật nguyên sinh (như Paramecium) thì sử dụng những không bào co bóp để bơm nước ra khỏi tế bào chống lại áp suất thẩm thấu.
Tính chất đối ngược với nhược trương là ưu trương (hypertonic), và đứng giữa hai tính chất trên là đẳng trương (isotonic).